# Летники (Путятинский район)
Летники — село в Путятинском районе Рязанской области на реке Пара.

## История
Село по одной из версий было сформировано летним лагерем при Иване Грозном, откуда и пошло название  (Лѣтнiки церковнославянский ) летний лагерь . Возможно, это местное наречие ЛетникИ -пристройка к основному дому для молодых (прим.ред В доме жили большой семьей, клетушки ( ЛЕТНИКИ для молодых достраивались к дому по надобности). Есть версия с белорусского слово Летнiк-это дача. 
Село Летники упоминается в окладных книгах 1676 г. с Введенской церковью. По описным книгам упоминаемая в XVII ст. в селе Летники Введенская церковь была деревянная, в ней было на престоле одеяние крашенинное, на жертвеннике полотняное… местные иконы стоят по подобию, пред ними две лампады жестяных и лампада медная; книги: служебник, требник и прочие книги – все новопечатаны, старопечатных книг в той церкви нет. В 1734 г. в приходе к селу Летникам состояло только 64 двора, а к концу XVIII ст. число их возросло до 120.
Деревянная Введенская церковь в 1811 г. сгорела, в августе. В 1819 г. прихожане просили дозволение на построение, вместо сгоревшей деревянной, каменной церкви, которая и была построена на средства жены тайного советника Екатерины Федоровны Муравьевой в 1824 г., а в феврале 1825 г. освящена. При ней главный престол в честь Введения во храм Пресвятой Богородицы, а придельный – в честь св. Николая.
Одновременно с церковью была устроена в каменном доме богадельня, в котором помещается ныне школа. Земли при Введенской церкви состоит 32 ½ дес., на которую у причта имеются план и межевая книга. В состав прихода входят: село и деревня Самодуровка, в коих числится муж. пола 795 душ, жен. пола 818 душ. По штату 1873 г. в причте положены: священник и псаломщик.
Поблизости: Береговое (4 км), Мясной (5 км), Чёрная Слобода (5 км), Отрада (6 км), Никитино (6 км), Прудки (6 км), Поляки (6 км), Никитинский (7 км), Поликаново (7 км), Сановка (8 км), Харинский Ручеек (9 км), Песочня (9 км), Авдотьинка (10 км), Черняевка (10 км), Красная Ольховка (10 км).

## Население
| 1859 | 1897  | 1906  | 2010 |
| ---- | ----- | ----- | ---- |
| 715  | ↗1165 | ↗1392 | ↘180 |

## Знаменитые уроженцы
- Корнеев Иван Николаевич — полный кавалер ордена Славы.